# The End of the Feud
The End of the Feud er en amerikansk stumfilm fra 1914 af Allan Dwan.

## Medvirkende
- Murdock MacQuarrie som Hen Dawson
- Pauline Bush som June
- Lon Chaney som Wood Dawson
- William Lloyd som Jed Putnam
- William C. Dowlan som Joel